# Parka

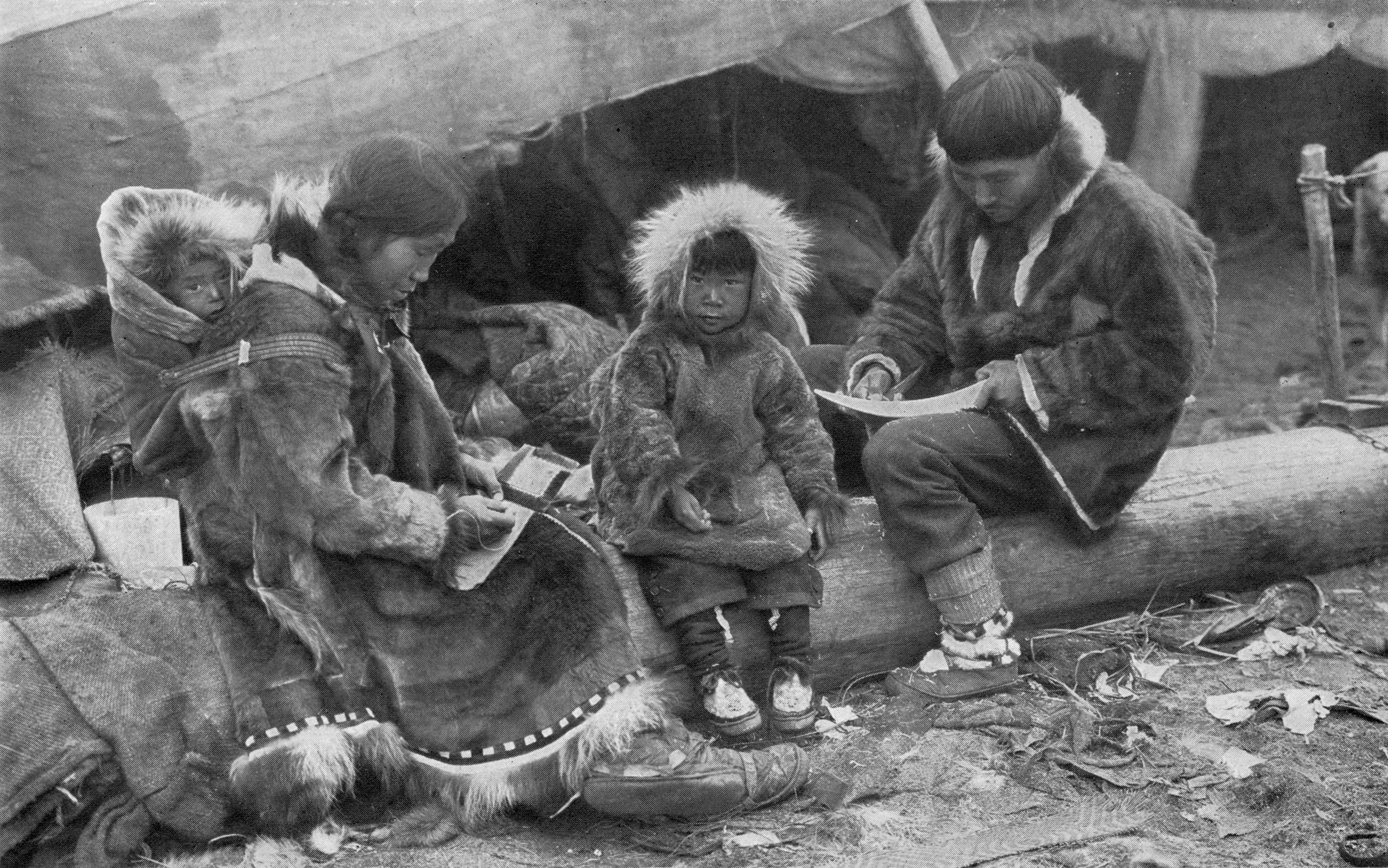
Une famille d'Inuits portant des parkas traditionnelles en fourrure de caribou (1917).

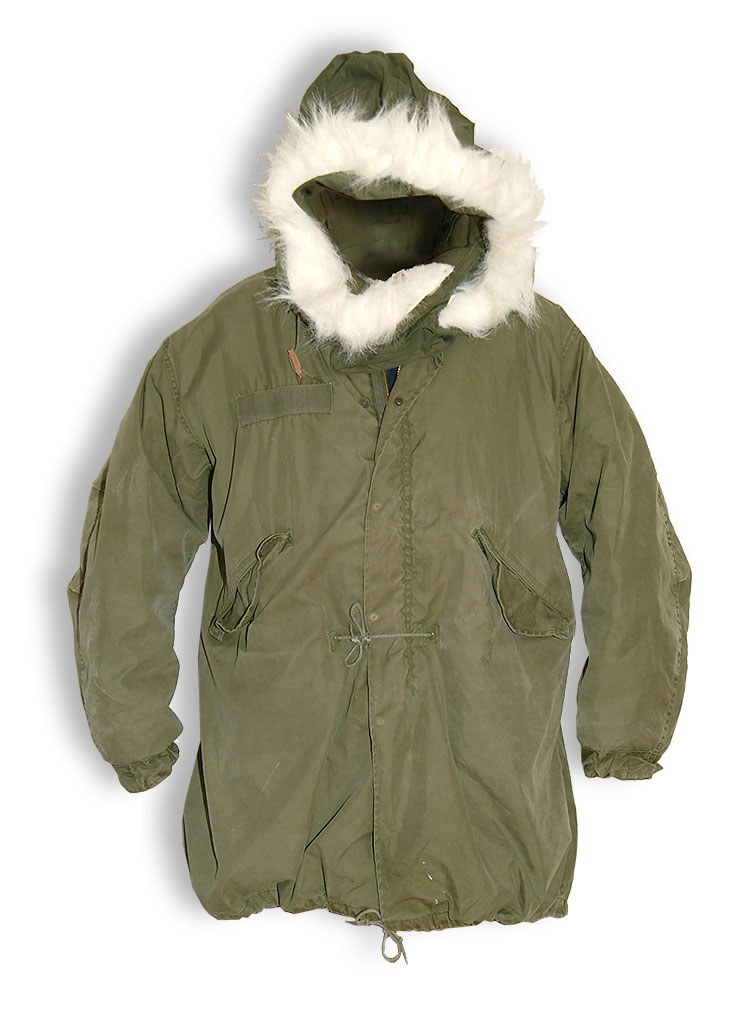
Parka M-65 de l'US Army avec capuche amovible.

Un (ou une) parka, est un vêtement qui se porte par-dessus les autres pour aller à l'extérieur. Il est destiné à la lutte contre le froid et les intempéries, il est donc épais ou fourré et coupe-vent ou imperméable.

## Étymologie
Le terme « parka » serait issu d'un terme russe d'origine samoyède désignant une peau d'animal. Par l'intermédiaire des inuits du Kamtchatka et des îles Aléoutiennes, il serait passé à l'anglais américain puis repris une première fois dans la langue française en 1761.

## Description
La parka couvre le torse, les épaules et le dos et s'arrête entre les hanches et le milieu des cuisses.
Elle s'ouvre sur le devant par une boutonnière ou une fermeture à glissière souvent cachée par un rabat comportant des boutons. La coupe est droite, les manches sont longues, le col remonte sur le cou et les poches sont généralement plaquées même si elles peuvent comporter un rabat sur l'ouverture. Il comporte souvent une capuche.

## Un vêtement d'hiver
Surveste intemporelle, la parka est multifonctionnelle, cumulant ainsi les avantages du manteau (chaleur), du trench-coat (imperméabilité), du blouson (longueur) et de la doudoune (légèreté), sans leurs inconvénients.[réf. nécessaire]

## Un vêtement militaire

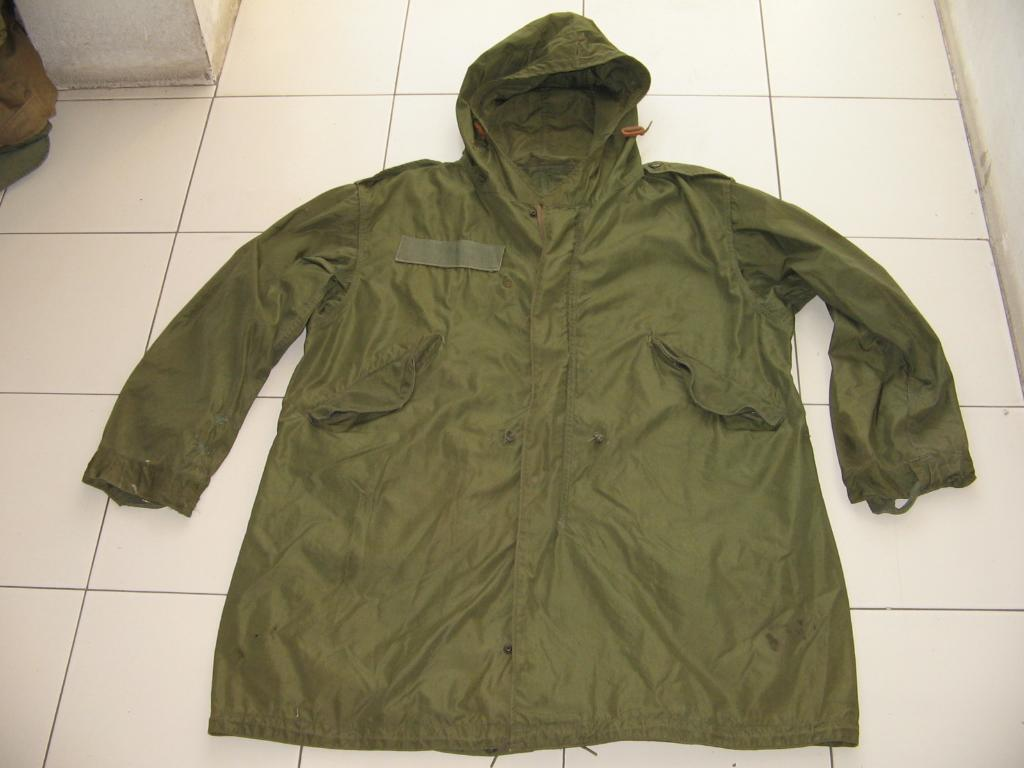
Fishtail Parka.

Dans le paquetage à l'attention du soldat, notamment américain, la parka est la pièce se portant sur tous les autres vêtements de combat, afin de protéger des intempéries. C'est un vêtement imperméable modulable, sa doublure chaude pouvant être détachée. L'un des modèles américains les plus connus est la M-51, dite Fishtail Parka (le dos est découpé en W), développée au début des années 1950 et portée lors de la Guerre de Corée.
Sa notoriété est notamment due à sa récupération, une décennie plus tard, par les mods britanniques qui la portaient sur leur costume, lors de leurs trajets en scooter, pour ne pas se salir.

## Fabricants
- Aigle
- Canada Goose
- Eider
- K-way
- Look Collection
- Millet
- Moncler
- Nike
- Patagonia
- Schott NYC
- The North Face
- HelveticaSpirit